# Sabine Busch
Sabine Busch (Erfurt, 21 novembre 1962) è un'ex ostacolista e velocista tedesca, campionessa mondiale dei 400 metri ostacoli e della staffetta 4×400 metri.

## Record nazionali

### Seniores
Record nazionali tedeschi
- 400 metri ostacoli: 53"24 ( Potsdam, 21 agosto 1987)
- Staffetta 4×400 metri: 3'15"92 ( Erfurt, 3 giugno 1984) (Gesine Walther, Sabine Busch, Dagmar Neubauer, Marita Koch)
- 400 metri piani indoor: 50"01 ( Vienna, 2 febbraio 1984)

## Palmarès
| Anno                                 | Manifestazione  | Sede         | Evento      | Risultato  | Prestazione | Note                  |
| ------------------------------------ | --------------- | ------------ | ----------- | ---------- | ----------- | --------------------- |
| In rappresentanza della Germania Est |                 |              |             |            |             |                       |
| 1982                                 | Europei         | Atene        | 400 metri   | 4ª         | 50"57       |                       |
| 1982                                 | Europei         | Atene        | 4×400 metri | Oro        | 3'19"05     | Record mondiale       |
| 1983                                 | Mondiali        | Helsinki     | 400 metri   | Semifinale | 51"09       |                       |
| 1983                                 | Mondiali        | Helsinki     | 4×400 metri | Oro        | 3'19"73     |                       |
| 1985                                 | Europei indoor  | Pireo        | 400 metri   | Oro        | 51"35       |                       |
| 1986                                 | Europei indoor  | Madrid       | 400 metri   | Oro        | 51"40       |                       |
| 1986                                 | Europei         | Stoccarda    | 400 hs      | Argento    | 53"60       |                       |
| 1986                                 | Europei         | Stoccarda    | 4×400 metri | Oro        | 3'16"87     | Record dei campionati |
| 1987                                 | Mondiali indoor | Indianapolis | 400 metri   | Oro        | 51"66       | Record dei campionati |
| 1987                                 | Mondiali        | Roma         | 400 hs      | Oro        | 53"62       | Record dei campionati |
| 1987                                 | Mondiali        | Roma         | 4×400 metri | Oro        | 3'18"63     | Record dei campionati |
| 1988                                 | Giochi olimpici | Seul         | 400 hs      | 4ª         | 53"69       |                       |
| 1988                                 | Giochi olimpici | Seul         | 4×400 metri | Bronzo     | 3'18"29     |                       |
| In rappresentanza della Germania     |                 |              |             |            |             |                       |
| 1991                                 | Mondiali        | Tokyo        | 400 hs      | Semifinale | 55"93       |                       |

## Altre competizioni internazionali
1983
- Coppa Europa di atletica leggera ( Londra

1987
- Coppa Europa di atletica leggera ( Praga)

1991
- Coppa Europa di atletica leggera ( Francoforte)